# William Boleyn

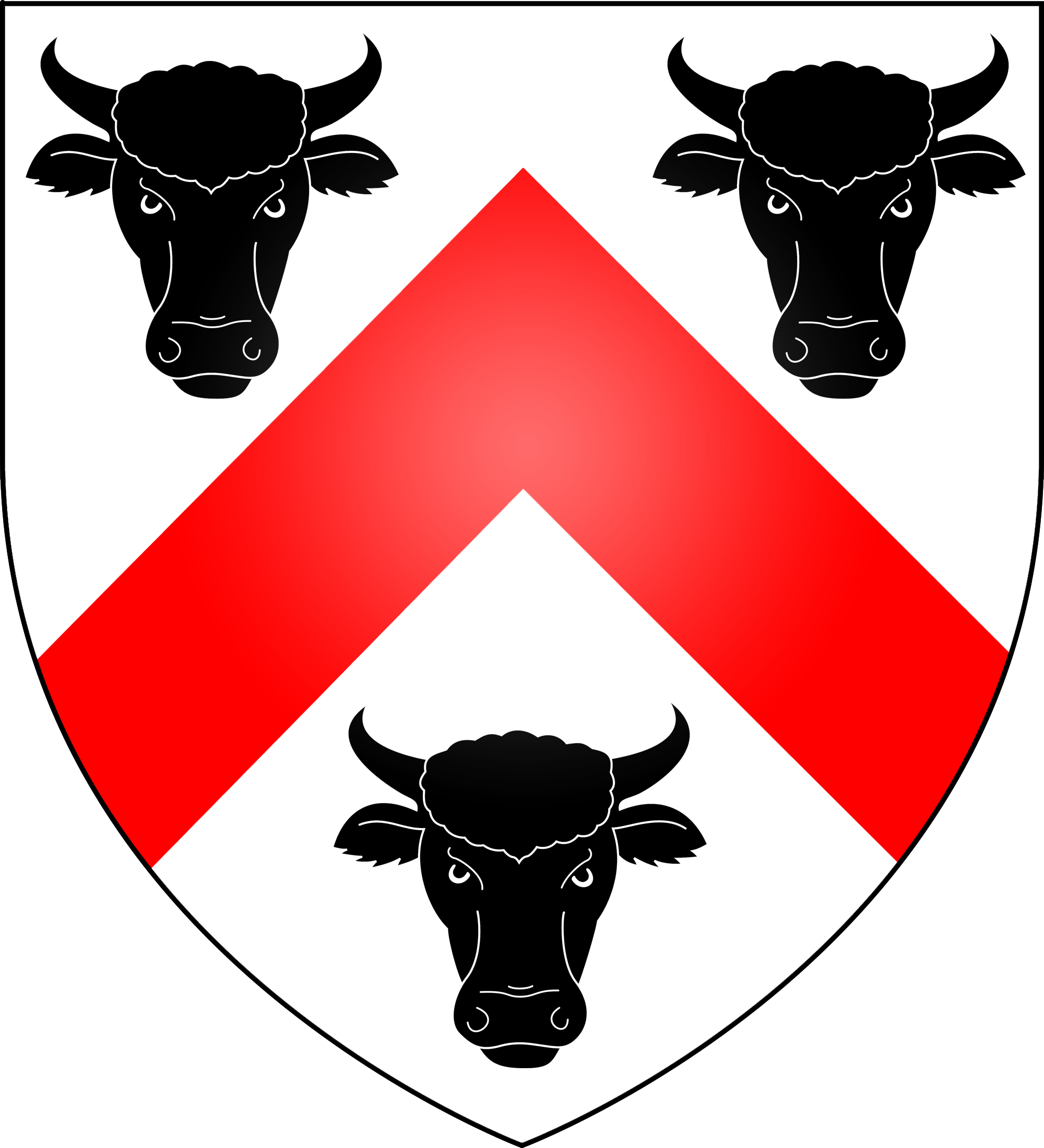
Wappen der Boleyn; in Silber roter Sparren, begleitet von drei (2:1) schwarzen Bullenköpfen.

Sir William Boleyn (* 1451 in Blickling, Norfolk; † 10. Oktober 1505) war ein englischer Adliger.
Er wurde als Knight of the Bath zum Ritter geschlagen und war 1489 High Sheriff of Kent. 
William Boleyn war der Vater von Thomas Boleyn, 1. Earl of Wiltshire, sowie Großvater väterlicherseits von Anne Boleyn, der zweiten Ehefrau des englischen Königs Heinrich VIII. Seine Eltern waren Sir Geoffrey Boleyn und Anne Hoo.
Er war mit Lady Margaret Butler verheiratet, der Tochter des Thomas Butler, 7. Earl of Ormonde. Mit ihr hatte er zehn Kinder:
- Anne Boleyn (1475–1555), ⚭ Sir John Shelton
- Thomas Boleyn, 1. Earl of Wiltshire (1477–1539), ⚭ Elizabeth Howard
- John Boleyn (1481–1484)
- Anthony Boleyn (1483–1493)
- Jane Boleyn (1485–1501), ⚭ Sir Phillip Calthorpe
- Alice Boleyn (1487–1538), ⚭ Robert Clere
- Margaret Boleyn (* um 1489), ⚭ John Sackville
- William Boleyn (1491–1571)
- James Boleyn (1493–1561), ⚭ Elizabeth Wood
- Edward Boleyn (* um 1496), ⚭ Anne Tempest